# Венцково
Венцково (пол. Więckowo, нім. Winsken) — село в Польщі, у гміні Яново Нідзицького повіту Вармінсько-Мазурського воєводства.
Населення — 187 осіб (2011).

## Демографія
Демографічна структура станом на 31 березня 2011 року:
|          | Загалом | Допрацездатний вік | Працездатний вік | Постпрацездатний вік |
| -------- | ------- | ------------------ | ---------------- | -------------------- |
| Чоловіки | 89      | 14                 | 65               | 10                   |
| Жінки    | 98      | 21                 | 56               | 21                   |
| Разом    | 187     | 35                 | 121              | 31                   |